# Trifolium ligusticum
Trifolium ligusticum là một loài thực vật có hoa trong họ Đậu. Loài này được Loisel. miêu tả khoa học đầu tiên.